# Арсакије Медиолански
Свети мученик Арсакије Медиолански  (5. или 6. век, Милано, Италија) је ранохришћнски мученик и  светитељ. 
Православна црква прославља светог Арсакија 12. новембра.
Не постоје писани документи о животу светог Арсакија. По црквеном предању био је епископ медиолански (милански), могуће мученик или исповедник. Не постоје тачни датуми његовог живота и смрти. Датовање варира од 400. до 6. века. Вероватно је свети Арсакије био ученик светог Амвросија Медиоланског и после његове смрти преузео епископски трон града Милана.
Мошти светог Арсакија пренете су из Рима у немачку опатију Илминстер 776. године. Овде је поштовање светитеља стално расло, све до изградње и освећења базилике назване у његову част.
Године 1495. мошти су пренете у Минхен, али су 1846. враћене у Илминстерску катедралу, где су и данас. 